# Софт Голд
Компания «Софт Голд» — производитель программного обеспечения для работы с чертежами, планами, схемами и другими изображениями в системах автоматизированного проектирования (САПР). Представлена под торговой маркой CADSoftTools. Основана в 2000 году.
Компания занимается созданием и распространением программ ABViewer, Inventory, «План эвакуации» и др. Генеральный директор — Дмитрий Сидоркин.

## История
Компания «Софт Голд» была образована в 2000 году. Первые её разработки — программы «Складкой учёт», «Предприятие» и интерактивная карта города Тулы.
Первый коммерческий продукт компании был создан в 2003 году — программа ABViewer, которая позволяла просматривать файлы DWG (проприетарный формат AutoCAD). В 2008 году по заказу БТИ Хабаровского края компания разработала графический редактор Inventory.
В 2019 году компания начала работу над созданием мультиплатформенной программы для просмотра чертежей — CST CAD Navigator. В сентябре 2020 года была выпущена её бета-версия.
Согласно исследованию CSoft, ПО компании «Софт Голд» (ABViewer) в 2024 году занимает четвертое место по популярности среди российских компаний, которые используют отечественные IT-продукты.

## Программы
- ABViewer — приложение для просмотра и редактирования 2D- и 3D-файлов[3]

- CST CAD Navigator — программа для просмотра файлов на Linux и MacOS[5]

- Inventory — графический редактор для БТИ, проектировщиков и кадастровых инженеров[2]

- «План эвакуации» — программа для создания схем эвакуации в соответствии с ГОСТ[3]

- Библиотеки для разработчиков[4]

- Плагины[3]

Программы ABViewer, CST CAD Navigator, «План эвакуации» и Inventory входят в Единый реестр российских программ для электронных вычислительных машин и баз данных.

## References
1. ↑  Тульская IT-компания «Софт Голд» заключила новые экспортные контракты с покупателями из США и Германии. Мой бизнес (17 октября 2022).
2. 1 2  CPS заключила партнерское соглашение с компанией SOFT GOLD. IT Channel News. Дата обращения: 26 августа 2024. Архивировано 26 августа 2024 года.
3. 1 2 3 4 5 6 7  Знакомьтесь: «Софт Голд». www.cta.ru. Дата обращения: 26 августа 2024. Архивировано 26 августа 2024 года.
4. 1 2  Компания Soft Gold – тульские разработки с мировым именем. MYSLO (27 декабря 2019).
5. 1 2  Дмитрий Сидоркин, глава компании Soft Gold: «Этот год научил быть готовым к любым трудностям». MYSLO (28 декабря 2020). Дата обращения: 26 августа 2024. Архивировано 26 августа 2024 года.
6. ↑  Исследовали ТИМ в отечественном ПО. csdev.ru. Дата обращения: 26 августа 2024. Архивировано 26 августа 2024 года.
7. ↑  новостей, Отдел. В реестр российского ПО добавлено 286 новых программ. Digital Russia (15 марта 2017). Дата обращения: 26 августа 2024. Архивировано 26 августа 2024 года.
8. ↑  ОБЩЕСТВО С ОГРАНИЧЕННОЙ ОТВЕТСТВЕННОСТЬЮ "СОФТ ГОЛД". Реестр программного обеспечения.